# Cathédrale-basilique de Saint Augustine
La basilique de Saint Augustine, construite en l'espace de cinq ans (1793–1797), est un édifice classé National Historic Landmark. Elle est le siège du diocèse de Saint Augustine. Sa congrégation, fondée en 1565, est la plus ancienne des États-Unis,.

## Histoire
Vers le milieu des années 1560, alors que l’Empire espagnol poursuivait son expansion depuis la colonie d'Hispaniola et le nord des Antilles vers les marais de Floride, les colons fondèrent la colonie de Saint Augustine. Il y établirent d'emblée un sanctuaire pour l'Église catholique ; mais ces premiers colons, marins ou soldats pour la plupart, n'avaient que peu de connaissances de l'architecture : aussi la première église de Saint Augustine ne fut-elle qu'une construction en charpente, décorée de matériaux disparates. La paroisse originelle n'eut d'ailleurs qu'une existence éphémère, puisqu'elle fut mise à sac et incendiée en 1586 par le corsaire anglais Francis Drake,. Reprenant l’œuvre entreprise deux décennies plus tôt, les colons reconstruisirent à la hâte une nouvelle église en bois de palmier et chaume ; mais les conditions tropicales eurent tôt fait de détériorer l'édifice, qui prit feu en 1599.
L’Église leva en Espagne une dîme extraordinaire, qui permit de construire une église permanente en 1605, avec la participation de maçons et de charpentiers déjà familiers des matériaux disponibles au Nouveau Monde. Ce nouvel édifice tint cette fois 95 ans malgré un délabrement visible, avant d'être incendié en 1702 au cours d'un raid manqué contre la ville, mené par James Moore. 
Malgré une tentative avortée de la reconstruire en 1707, il n'y eut plus d'église pendant 90 ans, car les subsides royaux étaient engloutis par les frais d'approvisionnement, la solde de la troupe et la rapacité des fonctionnaires coloniaux. Au cours de la première moitié du XVIIIe siècle, la messe était célébrée dans l'hôpital, où la congrégation finit par se trouver à l'étroit avant même que la conversion des indiens soit accomplie.
Au terme de la Guerre de Sept Ans (1763), l'Espagne dut céder la Floride à la Grande-Bretagne et il ne fut plus question d'église catholique ; mais lorsque l'Espagne recouvra ces terres en 1784, un renouveau civique et patriotique poussa les fortunes du pays à entreprendre la construction d'une cathédrale, entre 1793 et 1797.

## Architecture
La façade de la cathédrale marie le style néo-classique à l'architecture des missions espagnoles : les missions espagnoles se caractérisent par leur pignon à volutes (élément distinctif du style baroque de la Contre-Réforme), un éclairage intérieur austère, une toiture en tuiles en terre cuite, un tympan semi-circulaire, une abondante statuaire en niche et des murs dépouillés. À Saint Augustine, les éléments néoclassiques encadrent le portail : l’entablement orné de triglyphes est rehaussé d'un fronton et prend appui sur deux colonnes doriques.

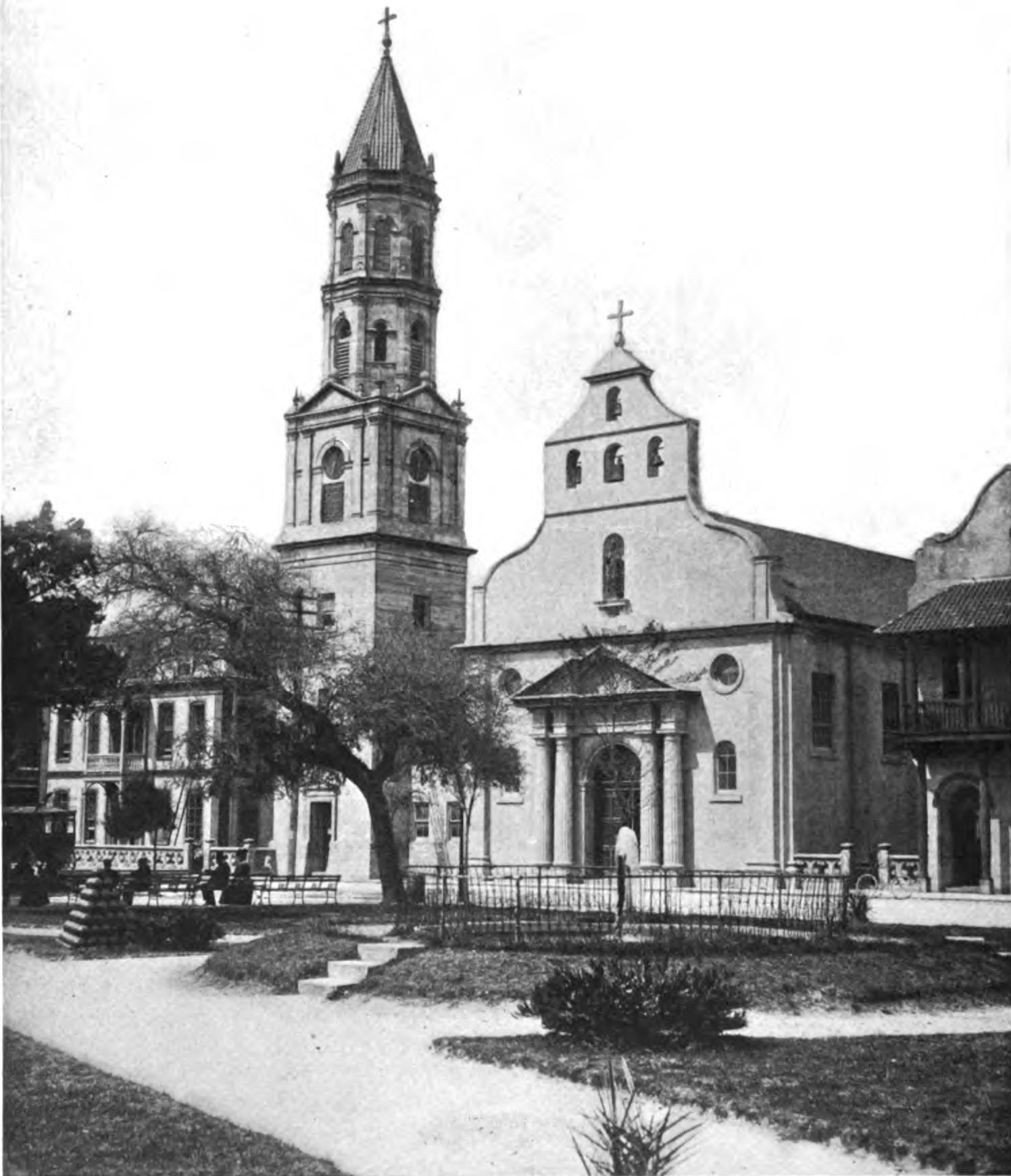
Photo historique (avant 1914) de la basilique montrant les éléments néoclassiques du portail et le pignon caractéristique des missions espagnoles.

La Floride était un État américain depuis 1845. Le 12 avril 1887, la cathédrale fut à nouveau la proie d'un incendie mais cette fois, la maçonnerie de coquina était réparable. Grâce aux donations d’Henry Flagler et à une campagne nationale, la congrégation put solliciter le concours de l'architecte new-yorkais James Renwick, Jr., qui répara et même agrandit l'édifice pour lui donner un plan basilical en croix latine, et un transept à l'européenne,.
Renwick a choisi de rendre apparentes les fermes en charpente de la nef pour mettre en valeur la sculpture des poutres, et a doté le sanctuaire d'un clocher-mur qui rappelle les missions espagnoles de L'Ouest. Il abrite quatre cloches : l'une récupérée dans l'ancienne église, sur lesquelles on lit l'inscription « Sancte Joseph. Ora Pro Nobis. D 1682. » ; l'autre donnée par une cathédrale d'Angleterre.
Les murs en appareil de coquina, qui avaient préservé l'ancienne structure des flammes, empruntent à une technique peu courante qui serait inspirée des constructions amérindiennes. La coquina est une lumachelle qu'on extrayait dans une île voisine et qu'il était possible d'acheminer facilement jusqu'en ville. Les pierres encore humaides étaient mises à sécher au soleil ; malgré le séchage, elles étaient encore suffisamment malléables pourqu'on puisse les hourdie commodément ; toutefois, les murs récents et le campanile ont été réalisés en béton banché.

## Galerie

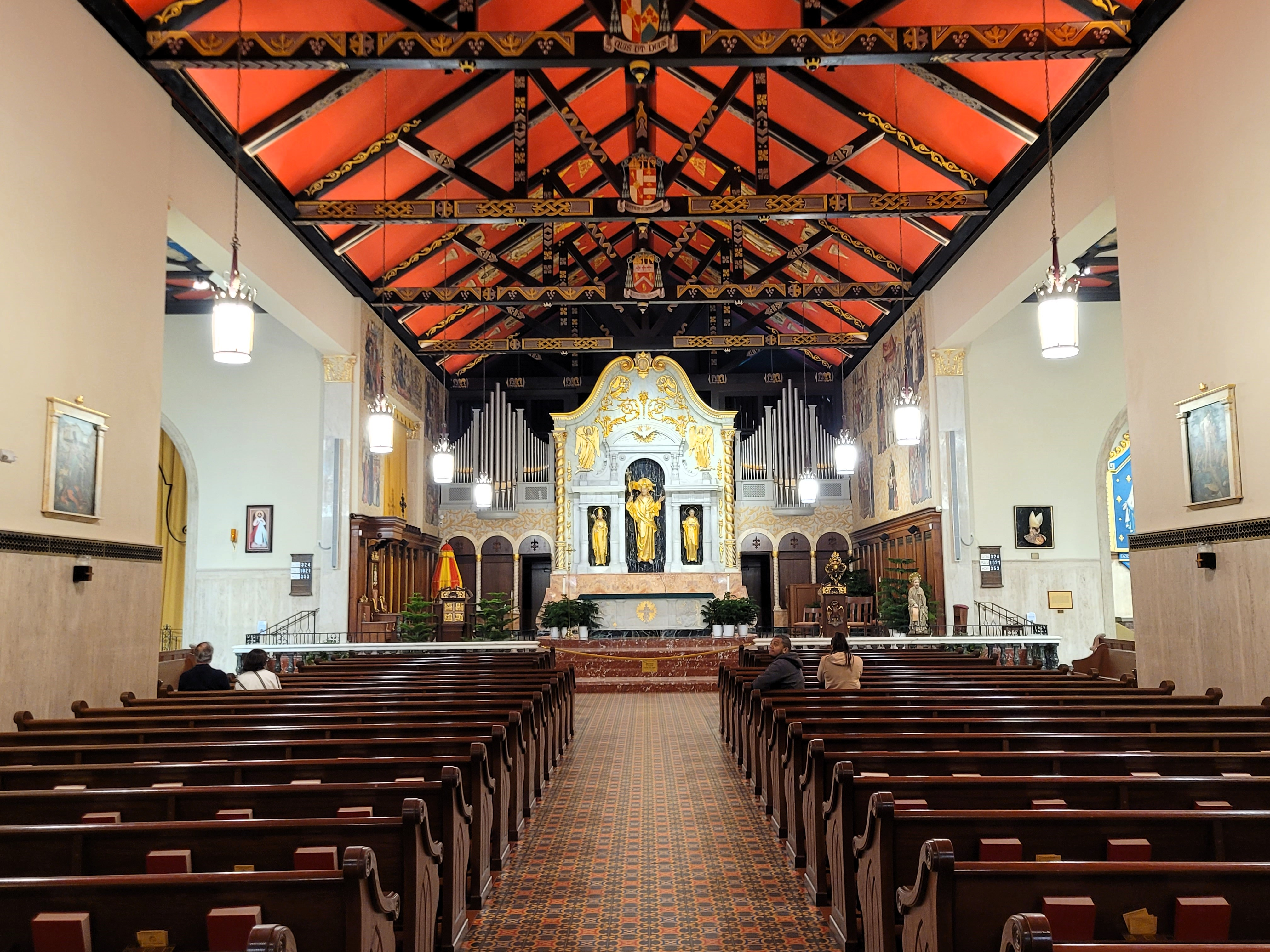
L'intérieur.
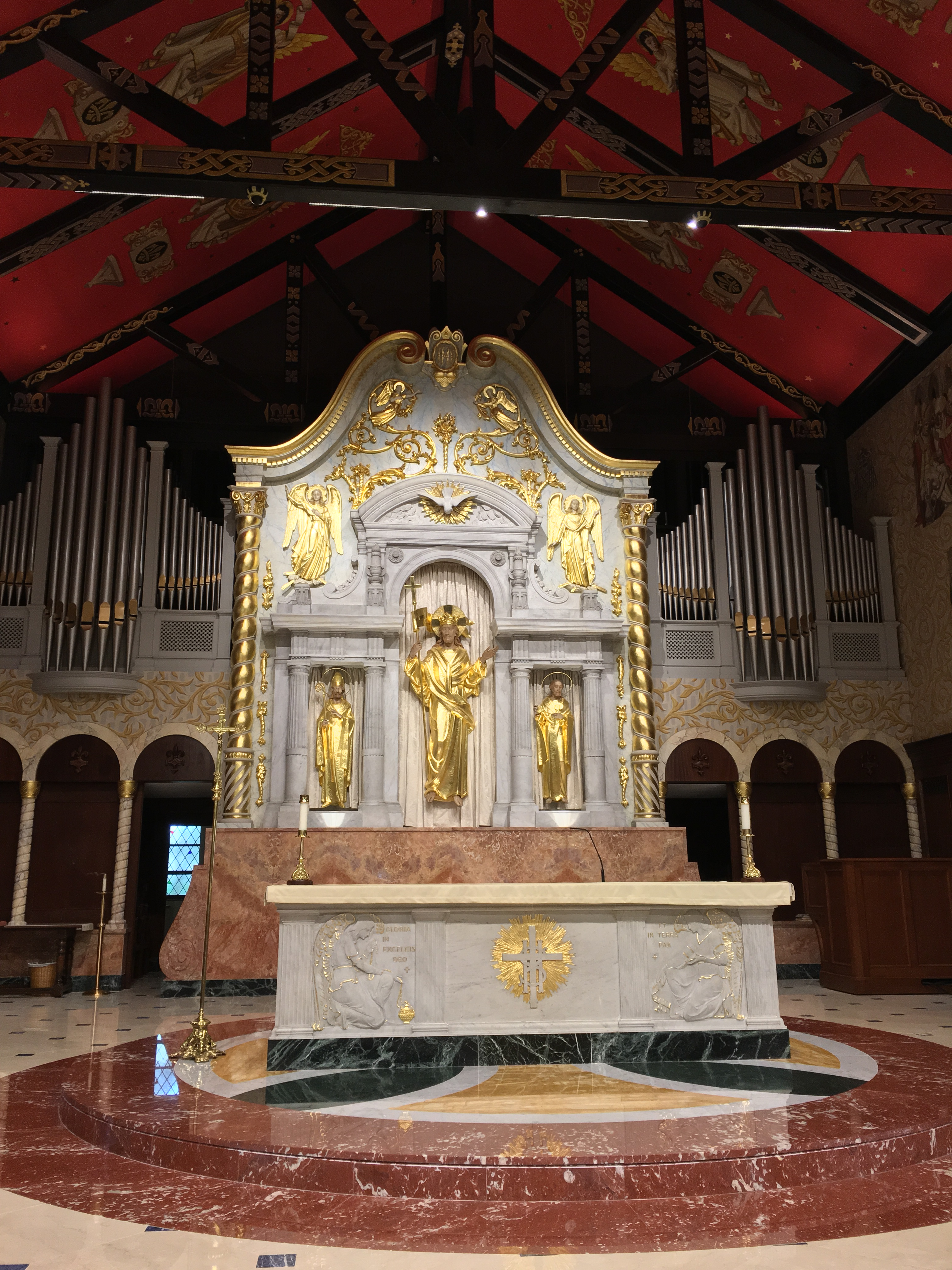
Le maître-autel et les grandes orgues.
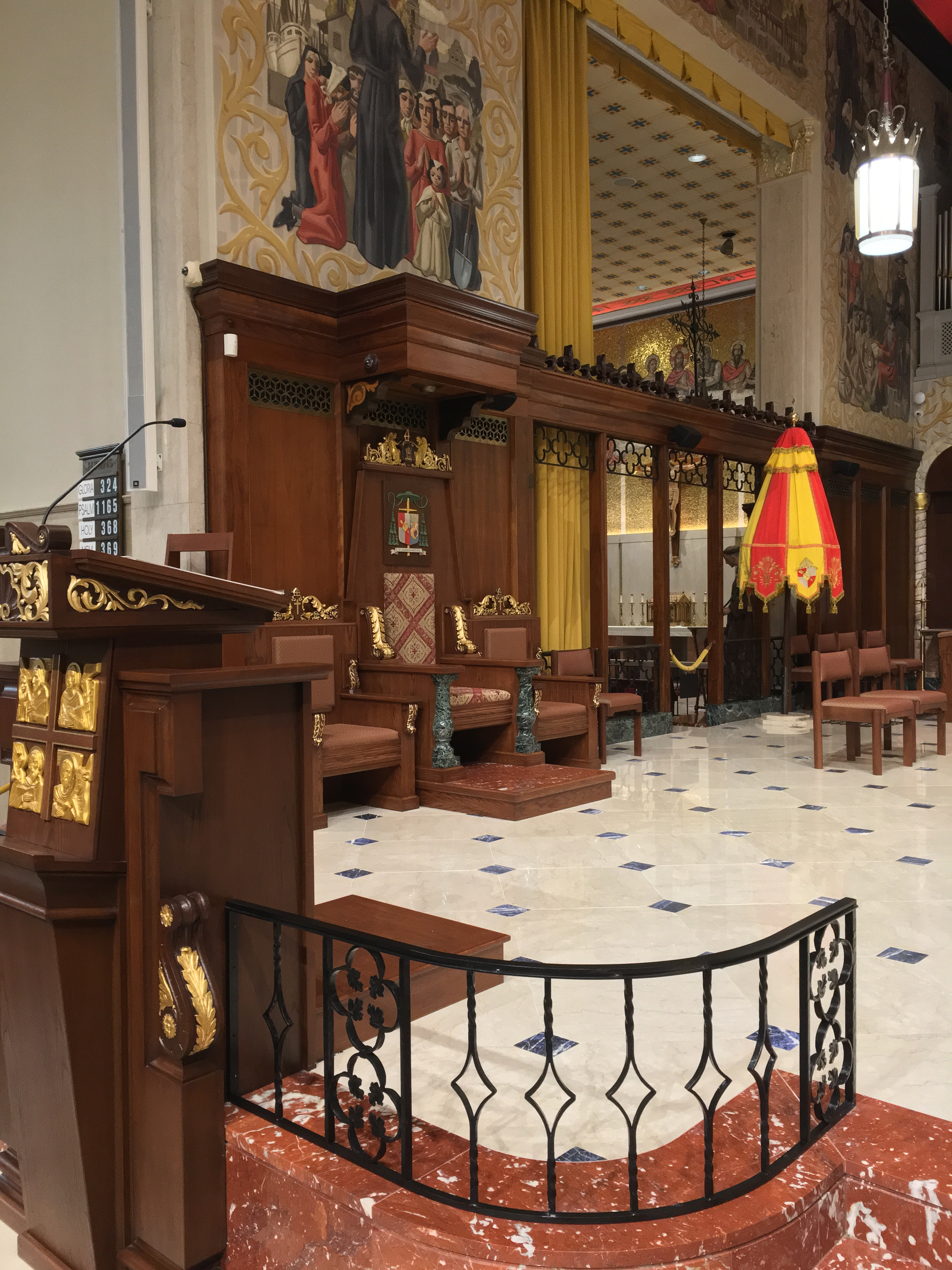
Ambon et chaire armoriée.
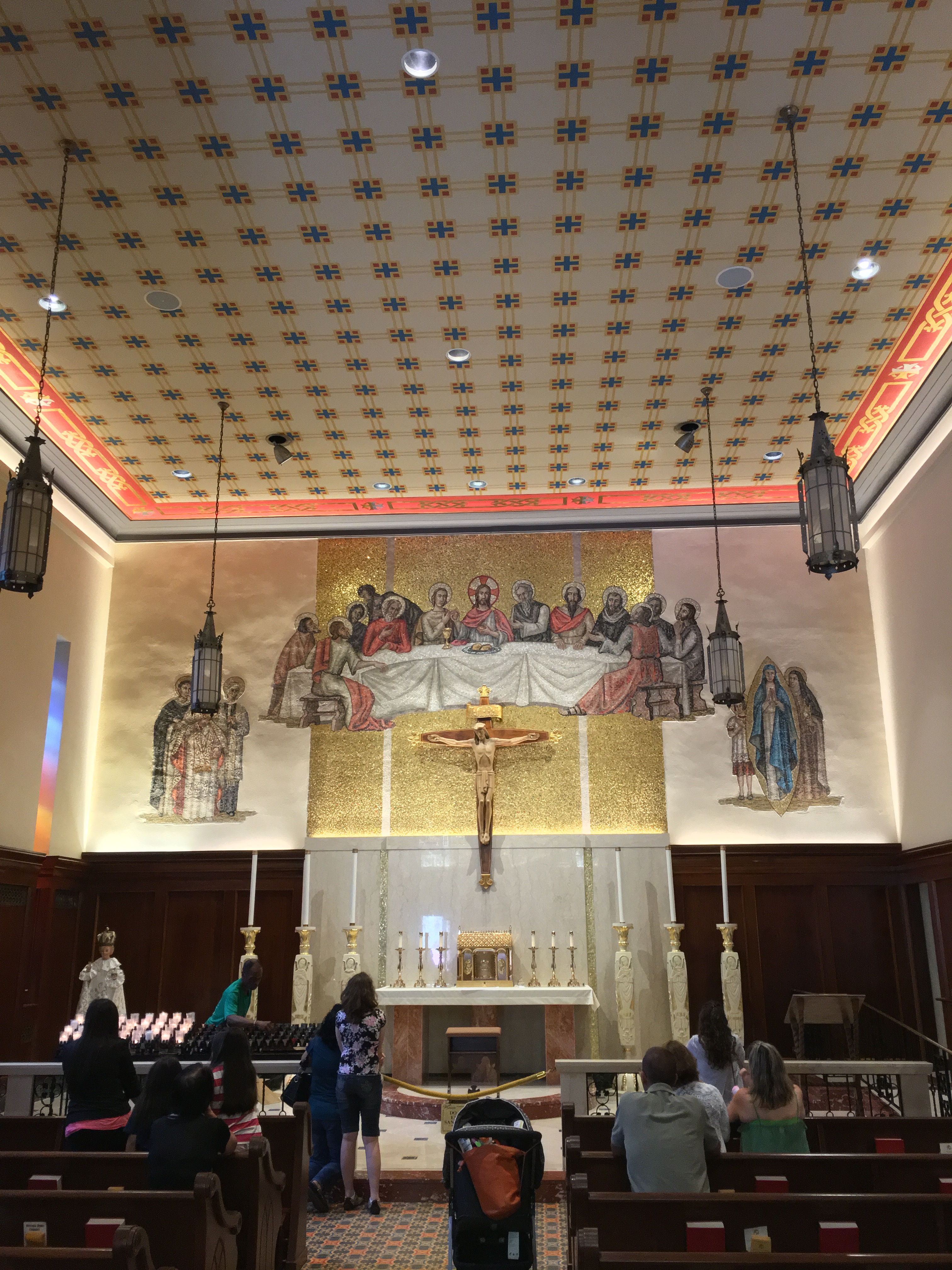
Chapelle latérale à mosaïque.
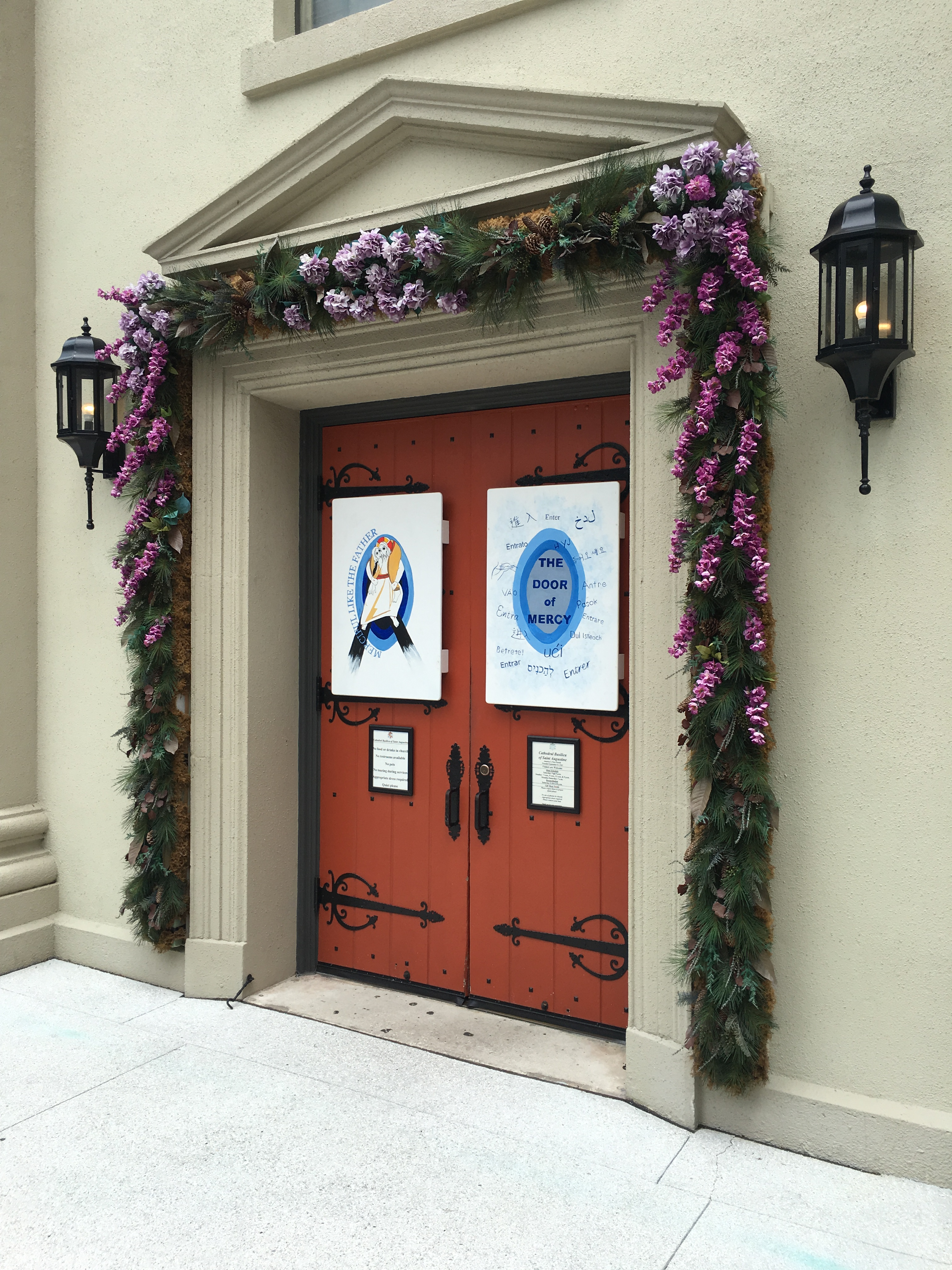
Porte Sainte pour l'Année du Pardon.
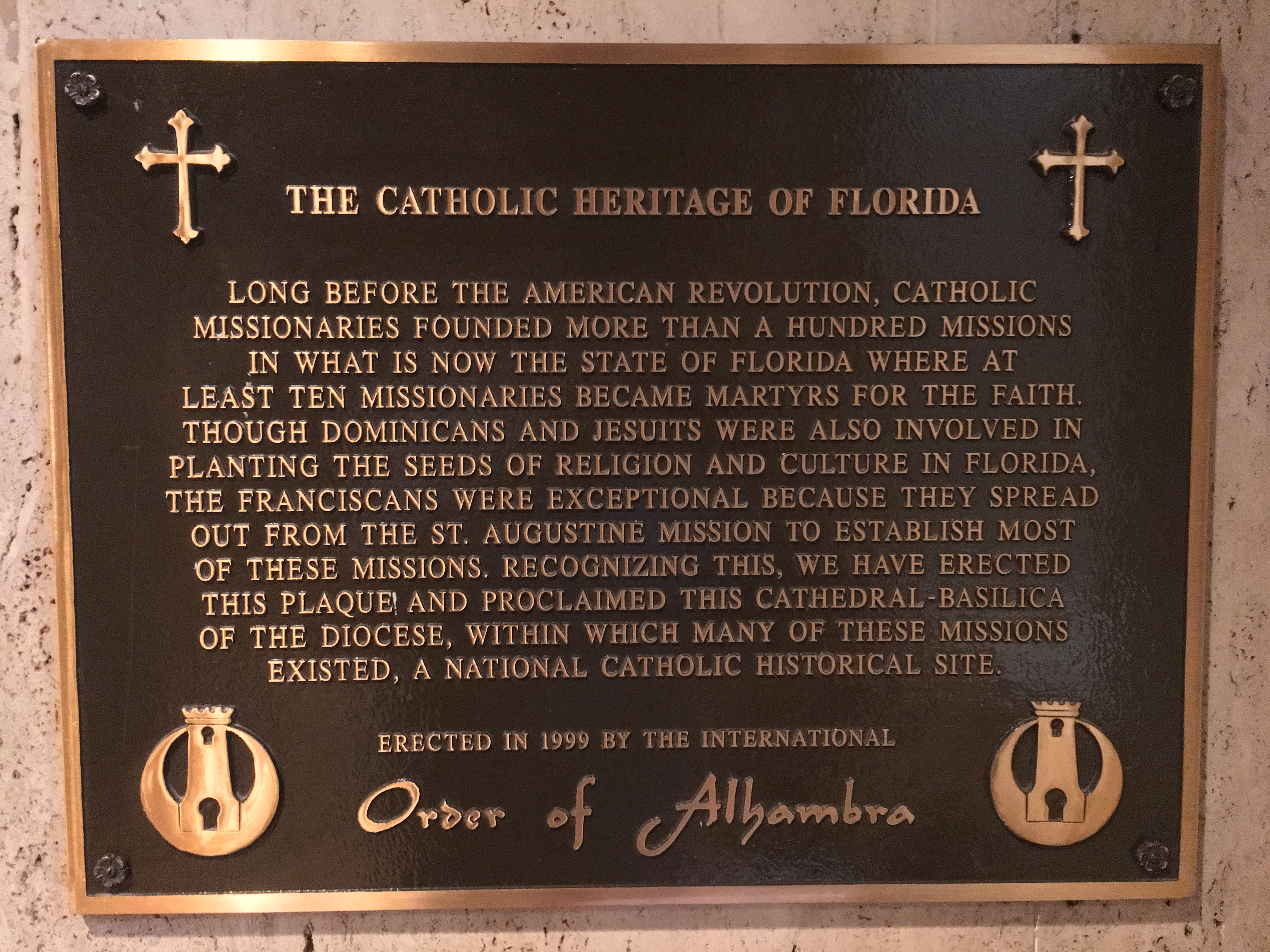
Certificat de classement de la basilique par  Catholic Heritage of Florida dans le narthex.